# موریس کوو دو مورویل
موریس کوو دو مورویل (انگلیسی: Maurice Couve de Murville؛ ۲۴ ژانویه ۱۹۰۷ – ۲۴ دسامبر ۱۹۹۹) یک سیاست‌مدار، و دیپلمات اهل فرانسه بود که از ۱۰ ژوئیه ۱۹۶۸ تا ۲۰ ژوئن ۱۹۶۹ ۱۵۲مین نخست‌وزیر فرانسه بود. موریس کوو دو مورویل در ۲۴ دسامبر ۱۹۹۹ در سن ۹۲ سالگی درگذشت.